# اریش موزام
اریش موزام (آلمانی: Erich Mühsam؛ ۶ آوریل ۱۸۷۸ – ۱۰ ژوئیهٔ ۱۹۳۴) یک نویسنده، و شاعر آنارشیست اهل آلمان بود.